# Schäffer (Familienname)
Schäffer oder Schaeffer ist ein deutscher Familienname.

## Namensträger

### A
- Adalbert Schäffer (1815–1871), ungarischer Maler
- Albert C. Schaeffer (1907–1957), US-amerikanischer Mathematiker
- Albrecht Schaeffer (1885–1950), deutscher Schriftsteller
- Alexander Schäffer (Alexander Schaeffer; 1844–1890), deutscher Ingenieur
- Alfons Schäffer (Maler) (1915–1987), deutscher Maler und Pädagoge
- Alfons Schäffer (Politiker) (1923–1984), deutscher Politiker (CSU)
- Alin Albu-Schäffer (* 1968), rumänisch-deutscher Ingenieur und Hochschullehrer
- Andreas Schäffer (Chemiker)
- Andreas Schäffer (Fußballspieler) (* 1984), deutscher Fußballspieler
- Anna Schäffer (1882–1925), deutsche Magd und Heilige
- Antje Marta Schäffer (* 1980), deutsche Sängerin (Sopran) und Schauspielerin
- Anton Schäffer (1722–1799), deutscher Medailleur und Grafiker
- Asa Arthur Schaeffer (1883–1980), US-amerikanischer Protozoologe
- August von Schäffer (1790–1863), österreichischer Arzt und Homöopath
- August Schäffer (Komponist) (1814–1879), deutscher Komponist
- August Schaeffer von Wienwald (1833–1916), österreichischer Maler und Museumsdirektor

### B
- Barbara Schaeffer-Hegel (* 1936), deutsche Pädagogin
- Bernhard Schäffer (1823–1877), deutscher Mechaniker, Erfinder und Fabrikant
- Bobb Schaeffer (1913–2004), US-amerikanischer Paläontologe
- Bogusław Schaeffer (1929–2019), polnischer Komponist, Musikwissenschaftler und -pädagoge und Schriftsteller
- Burkhard Schäffer (* 1959), deutscher Erziehungswissenschaftler

### C
- Chester W. Schaeffer (1902–1992), US-amerikanischer Filmeditor
- Christian Schäffer (1805–1896), deutscher Landwirt und Politiker, MdL Nassau
- Christian K. Schaeffer (* 1966), deutscher Schauspieler
- Christoph Schäffer († 1637), österreichischer Zisterzienserabt
- Claude Frédéric-Armand Schaeffer (1889–1982), französischer Archäologe
- Clemens Schäffer (1629–1693), österreichischer Zisterzienserabt
- Conrad von Schäffer (1770–1838), deutscher Offizier und Politiker, siehe Konrad von Schäffer
- Cornelia Rudloff-Schäffer (* 1957), deutsche Juristin
- Cornelia Venema-Schaeffer (1896–nach 1977), niederländische Entomologin
- Curt Schäffer (1905–1976), deutscher Zahnmediziner und SS-Mitglied

### D
- Dietrich Schaeffer (1933–2010), deutscher Politiker
- Doris Schaeffer (* 1953), deutsche Pflege- und Gesundheitswissenschaftlerin

### E
- Emil Schaeffer (1874–1944), österreichischer Kunsthistoriker
- Emmerich Schäffer (1931–1999), deutscher Schauspieler
- Eric Schaeffer (* 1962), US-amerikanischer Schauspieler, Regisseur, Filmproduzent und Drehbuchautor
- Ernst Schäffer (1812–1878), deutscher Gutsbesitzer und Politiker
- Eugen Eduard Schäffer (1802–1871), deutscher Zeichner, Kupferstecher, Lithograf und Hochschullehrer

### F
- Florian Schäffer (* 1971), deutscher Sachbuchautor
- Francis Schaeffer (1912–1984), US-amerikanischer Theologe
- Frank Schäffer (1952–2024), deutscher Fußballspieler und Musiker
- Frank Schaeffer (* 1952), US-amerikanischer Schriftsteller, Drehbuchautor, Regisseur und Maler
- Franz Schaeffer (1582–1666), deutscher Zisterzienserabt
- Friedrich Schäffer (Fotograf) (1891–1976), deutscher Fotograf und Zeichner
- Friedrich von Schäffer-Bernstein (1790–1861), deutscher General der Infanterie und Politiker
- Friedrich August Schäffer (1800–1867), deutscher Pädagoge und Autor
- Friedrich Rudolph Schäffer (1690–1748), deutscher Beamter und Rittergutsbesitzer
- Friedrich Wilhelm von Schaeffer (1839–1916), deutscher Generalmajor
- Fritz Schäffer (1888–1967), deutscher Jurist und Politiker (BVP, CSU)

### G
- Georg Anton Schäffer (1779–1836), deutscher Arzt und Abenteurer
- Georg Friedrich Schäffer (auch Georg Friedrich Schaefer; vor 1793–1813), deutscher Ingenieur, Offizier und Kartograf
- Georg Sylvester Schäffer (1859–1931), slowakisch-österreichischer Artist, Jongleur und Schauspieler, siehe Sylvester Schäffer
- Gerhard Schäffer (* 1942), österreichischer Politiker (ÖVP)
- Gertrud Schaeffer (1892–1960), deutsche Malerin und Grafikerin
- Gilles Schaeffer, französischer Mathematiker
- Gottfried Schäffer (1927–1984), deutscher Apotheker, Heimatpfleger und Politiker
- Gottlieb August Herrich-Schäffer (1799–1874), deutscher Mediziner

### H
- Hans Schäffer (Ministerialbeamter) (1886–1967), deutscher Verwaltungsjurist und Ministerialbeamter
- Hans Schäffer (Schauspieler) (1918–2006), deutscher Schauspieler
- Hedwig Schäffer (1879–1963), deutsche Malerin
- Heinrich Schäffer (Sänger) (1808–1874), deutscher Sänger (Tenor) und Komponist
- Heinrich Schäffer (Politiker, 1811), (1811–1877), Bürgermeister und Mitglied des kurhessischen Landtags
- Heinrich Schäffer (Politiker) (1861–1928), deutscher Politiker (DDP), MdL Baden
- Heinz Schäffer (1941–2008), österreichischer Rechtswissenschaftler und Hochschullehrer
- Helmut Schulz-Schaeffer (* 1925), deutscher Jurist und Beamter
- Henriette Schäffer (1790–1864), deutsche Tänzerin und Schauspielerin, siehe Henriette Louise von Kawaczynski
- Hermann Schaeffer (1824–1900), deutscher Physiker
- Hermann Schäffer (* 1940), deutscher Organist, Kirchenmusikdirektor und Hochschullehrer
- Hugo Schäffer (1875–1945), deutscher Jurist und Politiker

### I
- Ilse Schaeffer (1899–1972), deutsche Bildhauerin und Widerstandskämpferin
- Ine Schäffer (1923–2009), österreichische Leichtathletin
- Ingo Schulz-Schaeffer (* 1963), deutscher Soziologe und Hochschullehrer

### J
- Jac Schaeffer (* 1978), US-amerikanische Drehbuchautorin, Filmproduzentin und Regisseurin
- Jacob Christian Schäffer (1718–1790), deutscher Theologe, Biologe und Erfinder
- Jacob Christian Gottlieb von Schäffer (1752–1826), deutscher Mediziner
- Jacob Georg Schäffer (1745–1814), deutscher Kriminalist
- Jan Schäffer (* 1990), deutscher Handballspieler
- Jean-Marie Schaeffer (* 1952), französischer Philosoph und Hochschullehrer
- Johann Schäffer (Architekt) (1861–nach 1895), deutscher Architekt
- Johann Schäffer (Tiermediziner) (* 1952), deutscher Veterinärmediziner, Tiermedizinhistoriker und Hochschullehrer
- Johann Balthasar Schäffer (1684–1750), deutscher Augustinermönch und Tanzlehrer
- Johann Christoph Schäffer (1677–1728), deutscher Pfarrer
- Johann Friedrich Schäffer (auch Schäfer, Scheffer; nach 1685–nach 1748), deutscher Orgelbauer
- Johann Georg von Schäffer-Bernstein (1757–1838), deutscher Generalleutnant
- Johann Gottlieb Schaeffer (1720–1795), deutscher Arzt und Naturforscher
- Johann Jakob Schäffer (1751–1819), deutscher Geistlicher
- Johann Nepomuk Schäffer (1751–1796), deutscher Geistlicher, Theologe und Hochschullehrer, siehe Johann Nepomuk Schäfer
- Johann Norbert Schäffer (1813–nach 1868), deutscher Klavierbauer
- Johann Ulrich Gottlieb von Schäffer (1753–1829), deutscher Arzt
- Johannes Schäffer (1797–1862), deutscher Schreiner und Politiker
- Jonathan Schaeffer (* 1957), kanadischer Informatiker
- Josef Schäffer (1891–??), österreichischer Leichtathlet
- Jost Friedrich Schäffer (vor 1642–1723), deutscher Orgelbauer
- Juan Jorge Schäffer (1930–2017), uruguayisch-US-amerikanischer Mathematiker
- Julius Schäffer (Musiker) (1823–1902), deutscher Musiker, Dirigent und Komponist
- Julius Schäffer (Mykologe) (1882–1944), deutscher Mykologe
- Jürgen Schulz-Schaeffer (* 1927), deutscher Pflanzengenetiker und Hochschullehrer
- Justus Wilhelm Schäffer (1784–1859), deutscher Oberberg- und Salineninspektor

### K
- Karl Schaeffer (Architekt), deutscher Architekt
- Karl Schäffer (Maler) (1821–1902), deutscher Maler
- Karl Schaeffer (Journalist) (auch Charles Schaeffer; 1875–1943), deutscher Journalist
- Karl Schaeffer (SS-Mitglied), deutscher SS-Sturmbannführer
- Karl August von Schaeffer (1745–1827), deutscher Generalmajor
- Karl-August Schäffer (1925–1997), deutscher Mathematiker und Hochschullehrer
- Karl Friedrich Schäffer der Ältere, deutscher Bildhauer
- Karl Friedrich Schäffer der Jüngere (1779–1837), deutscher Architekt und Hochschullehrer
- Karl Friedrich von Schäffer (Mediziner) (1808–1888), deutscher Psychiater
- Karl Friedrich Ludwig Schäffer (1746–1817), deutscher Jurist, Pianist und Komponist
- Konrad von Schäffer (Conrad von Schäffer; 1770–1838), deutscher Offizier und Politiker

### L
- Lawrence Schaeffer (* 1947), kanadischer Agrarwissenschaftler
- László Schäffer (1893–1979), ungarischer Kameramann
- Louis Edouard Schaeffer (1902–1988), deutsch-französischer Schriftsteller und Journalist
- Ludwig von Schaeffer-Voit (1819–1887), deutscher Zeitschriftenverleger

### M
- Marie Schäffer (* 1990), deutsche Politikerin (Bündnis 90/Die Grünen)
- Max Schäffer (Verleger) († 1966), deutscher Zeitungsverleger
- Max Pierre Schaeffer (1928–2000), deutscher Schriftsteller und Drehbuchautor
- Mary Schäffer (1861–1939), US-amerikanisch-kanadische Entdeckerin
- Michael Schäffer (Musiker) (1937–1978), deutscher Lautenist und Hochschullehrer
- Michael Schäffer (Curler) (* 1968), deutscher Curler
- Myron Schaeffer (1908–1965), US-amerikanischer Komponist, Musikwissenschaftler und -pädagoge

### N
- Norbert Schaeffer (1949–2020), deutscher Hörspielregisseur
- Norbert Schäffer (* 1964), deutscher Biologe und Natur- und Umweltschützer

### O
- Otto Schäffer (1826–1888), deutscher Politiker, Oberbürgermeister von Weimar

### P
- Paul Schaeffer (Komponist) (um 1580–um 1645), deutscher Komponist
- Paul Schaeffer (Künstler) (1922–2004), deutscher Komponist
- Paul Schaeffer-Heyrothsberge (1891–1962), deutscher Architekt
- Paul Leonard Schäffer (* 1987), deutscher Komponist, Dirigent und Pianist
- Peter Cremer-Schaeffer (* 1968), deutscher Anästhesiologe
- Peter M. Schäffer (Peter Moritz Schäffer; 1930–2003), deutscher Germanist und Hochschullehrer
- Philipp Schaeffer (1894–1943), deutscher Orientalist und Widerstandskämpfer
- Pierre Schaeffer (1910–1995), französischer Komponist

### R
- Rebecca Schaeffer (1967–1989), US-amerikanische Schauspielerin
- Reinhard Schulz-Schaeffer (* 1967), deutscher Illustrator und Hochschullehrer
- Rike Schäffer (* 1977), deutsche Schauspielerin
- Roland Schaeffer (* 1950), deutscher Musiker
- Rudolf Schäffer (1894–1970), deutscher Klassischer Philologe, Pädagoge und Bibliothekar
- Rudolf Schulz-Schaeffer (1885–1966), deutscher Jurist und Hochschullehrer

### S
- Sebastian Georg Schäffer (1828–1901), deutscher Geistlicher und Generalpräses des Internationalen Kolpingwerkes
- Sylvester Schäffer junior (1885–1949), deutsch-amerikanischer Artist und Schauspieler

### T
- Theodor Schäffer (1839–1914), deutscher Bauingenieur und Hochschullehrer
- Thomas Schäffer (* 1957), deutscher Gitarrist

### U
- Ulrich Schäffer (* 1958), deutscher Fußballspieler
- Ute Schaeffer (* 1968), deutsche Journalistin
- Utz Schäffer (* 1966), deutscher Ökonom

### V
- Valentin Schäffer (* 1931), ungarischer Ingenieur und Motorenentwickler
- Verena Schäffer (* 1986), deutsche Politikerin (Bündnis 90/Die Grünen)

### W
- Walter Schaeffer (1883–nach 1966), deutscher Politiker (DNVP)
- Wilhelm Schäffer (Journalist) (1819–1903), deutscher Journalist
- Wilhelm Schäffer (Politiker, 1861) (1861–1917), deutscher Landwirt und Politiker
- Wilhelm Schäffer (Künstler) (1891–1976), deutscher Künstler
- Wilhelm Schäffer (Politiker, 1954) (* 1954), deutscher politischer Beamter
- Wilhelm Friedrich Schäffer (1750–1831), deutscher Theologe und Geistlicher
- Wolfgang Schäffer (* 1953), deutscher Radrennfahrer
- Wolfgang Schaeffer (* 2009), US-amerikanischer Schauspieler

### Z
- Zacharias Schäffer (Historiker) (1572–1638), deutscher Komponist, Historiker und Hochschullehrer
- Zacharias Schäffer (Architekt) (1889–1980), deutscher Architekt